# Riáchovo
Riáchovo (Riachovo) är en ort i Grekland.   Den ligger i prefekturen Nomós Ioannínon och regionen Epirus, i den nordvästra delen av landet, 300 km nordväst om huvudstaden Aten. Riáchovo ligger 413 meter över havet och antalet invånare är 123.
Terrängen runt Riáchovo är varierad. Runt Riáchovo är det ganska glesbefolkat, med 21 invånare per kvadratkilometer. Närmaste större samhälle är Eleoúsa, 19,9 km sydost om Riáchovo. I omgivningarna runt Riáchovo växer i huvudsak blandskog.